# Mister President

Mister President est une série de bande dessinée humoristique de Clarke publiée par Le Lombard entre 2004 et 2009.
Elle suit un président des États-Unis fictif, homme le plus puissant du monde. Publiée durant le second mandat de George W. Bush, elle fait de nombreuses références à son actualité sans toutefois le nommer expressément.

## Albums
- Mister President, Le Lombard, collection « Troisième degré » :

1. Mister President, 2004[2].
2. En voyage, 2006[3].
3. Time Machine, 2007[4].
4. La Guerre du Golfe, 2008.
5. Pour une poignée d'électeurs, 2009.